# Gilles Saint-Paul
Gilles Saint-Paul est un économiste français, né le 8 février 1963 à Saint-Étienne. Il est spécialisé dans l'étude du marché du travail et a obtenu le prix Yrjö-Jahnsson en 2007. Il est professeur d'économie à l'École normale supérieure de la rue d'Ulm.
Selon RePEc, Gilles Saint-Paul a publié près de 200 articles dans des revues à comité de lecture. Il totalise plus de 3200 citations et son indice h est de 26,. Ses articles incluent des publications dans l'American Economic Review,, le Journal of Political Economy, et le Quarterly Journal of Economics,.
En avril 2021, il est selon RePEc le 8e économiste le plus cité en France.

## Formation
Diplômé de l'École polytechnique (X1982), il devient ingénieur des ponts et chaussées en 1985. Il est titulaire d'un DEA en mathématiques appliquées de l'Université Paris-Dauphine, puis obtient son PhD en sciences économiques au MIT en 1990 sous la direction d'Olivier Blanchard et Michael Piore. En 1994, il reçoit l'habilitation à diriger des recherches (HDR) de l'EHESS. 

## Carrière
Il travaille à l'Institut d'économie industrielle et au Centre pour la recherche économique et ses applications. Il a enseigné à l'École nationale de la statistique et de l'administration économique entre 1990 et 1997. Il fut professeur à l'Université Pompeu Fabra de 1997 à 2000. Il enseigne depuis 2000 à la Toulouse School of Economics et depuis 2006 à la Paris School of Economics. Il est également Global Professor of Economics à NYU Abu Dhabi (en). 

## Prix et distinctions
- 2007 : Prix Yrjö Jahnsson

## Publications

### Livres
- The Political Economy of Labour Market Institutions, Oxford University Press, 2000.
- Dual Labor Markets. A Macroeconomic Perspective, MIT Press, 1996.
- Unemployment: Choices for Europe, Centre for Economic Policy Research (CEPR) (avec G. Alogoskoufis, C. Bean, G. Bertola, D. Cohen, J. Dolado), 1995.
- (en) The Tyranny of Utility : Behavioral Social Science and the Rise of Paternalism, Princeton, Princeton University Press, 2011, 163 p. (ISBN 978-0-691-12817-7, lire en ligne)
- Théorie du cycle, introduction à l'analyse des fluctuations macroéconomiques, Editions rue d'Ulm, 2019.

### Articles
- Gilles Saint-Paul, « Contre la Cathédrale », Le Grand Continent,‎ 1er mai 2020 (lire en ligne)